# カール・フィリップ・モーリッツ

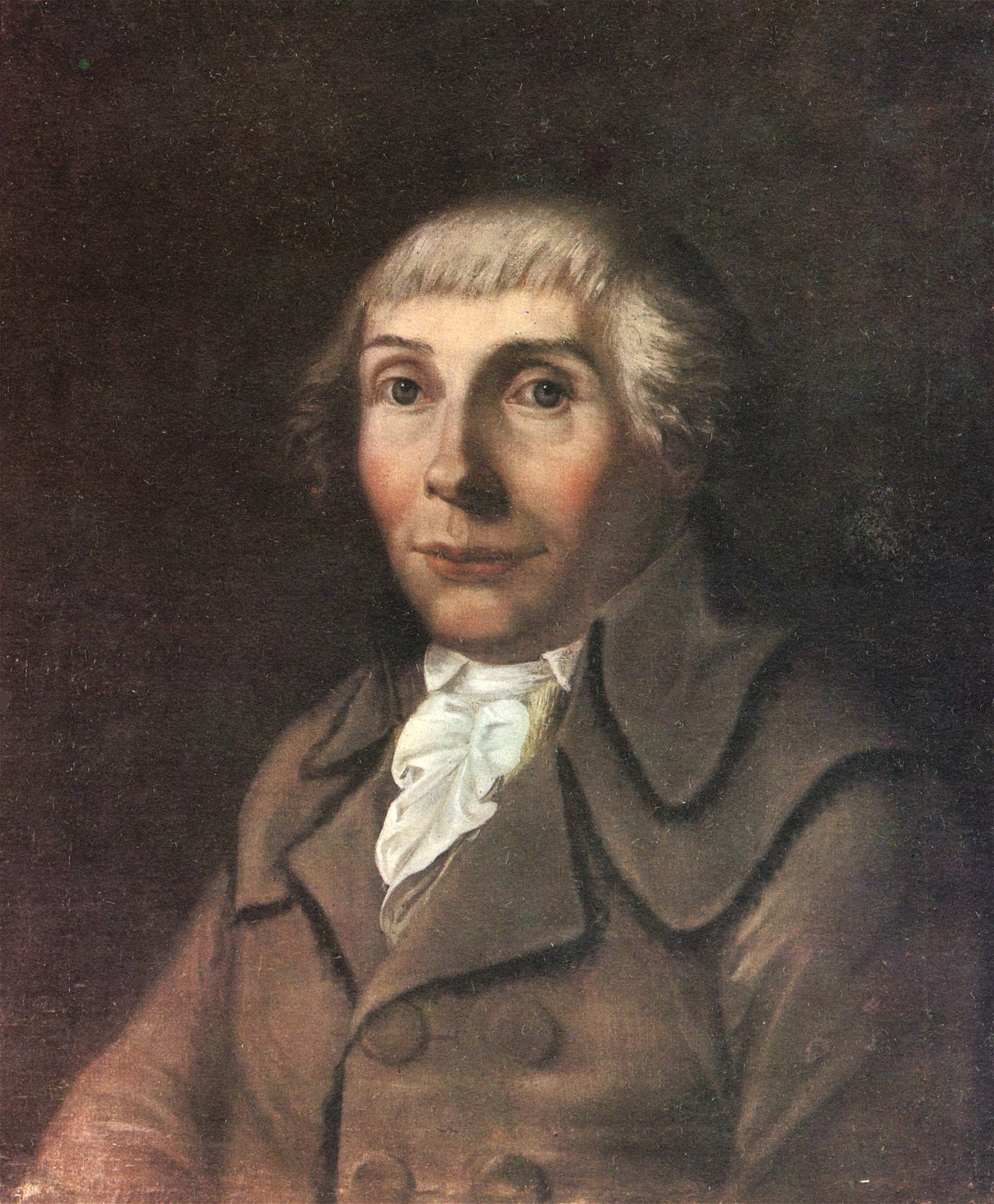
カール・フィリップ・モーリッツの肖像。 K. F. J. H. シューマンによる。1791年

カール・フィリップ・モーリッツ（Karl Philipp Moritz、1756年9月15日 - 1793年6月26日)は、ドイツの作家、美学者である。シュトゥルム・ウント・ドラングからヴァイマル古典主義、初期ロマン主義にかけて多様な影響をもたらした。主著に自伝的小説『アントン・ライザー』がある。

## 生涯
ハーメルンに生まれ、静寂主義と敬虔主義を信望する貧しい家庭に育った。父は軍隊音楽士。12歳でブラウンシュヴァイクの帽子職人のもとに徒弟奉公に出されるが、過酷な労働に耐え切れず自殺未遂を起こし家に戻された。堅信礼のときの牧師に才能に見出され、慈善家の援助を受けてハノーファーのギムナジウムに通うも中途退学。俳優になるための様々な空しい試みを経て、1776年にはエアフルトで神学を学び、ポツダムの軍隊孤児院の教師を経て1778年にベルリンのギムナジウムの教員となった。また1779年からフリーメイソンとしてベルリンの啓蒙主義と接触を持っている。
1786年、教員を無断退職してイタリアを旅行、同じくイタリア旅行中だったゲーテとローマで出会い親交を結ぶ。1788年にドイツに戻った際にはヴァイマルに逗留しており、カール・アウグスト公に英語で講義を行なう機会を得ている。このためアウグスト公の尽力を得て、1789年には王立芸術アカデミーの美学理論の教授の職を得ることができた。ここで彼の生徒となったものにはルートヴィヒ・ティーク、ヴィルヘルム・ハインリヒ・ヴァッケンローダー、アレクサンダー・フォン・フンボルトらがいた。1791年にはプロイセンの学術アカデミーに迎えられ、さらにプロイセンの宮廷顧問官に任命された。1792年、当時15歳であったクリスティアーネ・フリーデリケ・マッツドルフと結婚。その後まもなく持病の結核がもたらした肺水浮腫により36歳で死去した。
1785年から90年にかけて書かれた『アントン・ライザー』は、俳優志望の望みが挫折するまでを描いた四部からなる自伝的小説であり、ドイツ初の心理小説として近年再評価を受けている。ほかに小説『アンドレアス・ハルトクノプフ』や美学理論の著作があり、また1783年に彼によって発刊された『学徒ならびに非学徒のための実験心理学』は、ドイツ初の心理学の定期刊行物と見なされている。